# Jardim Zoológico de Paris

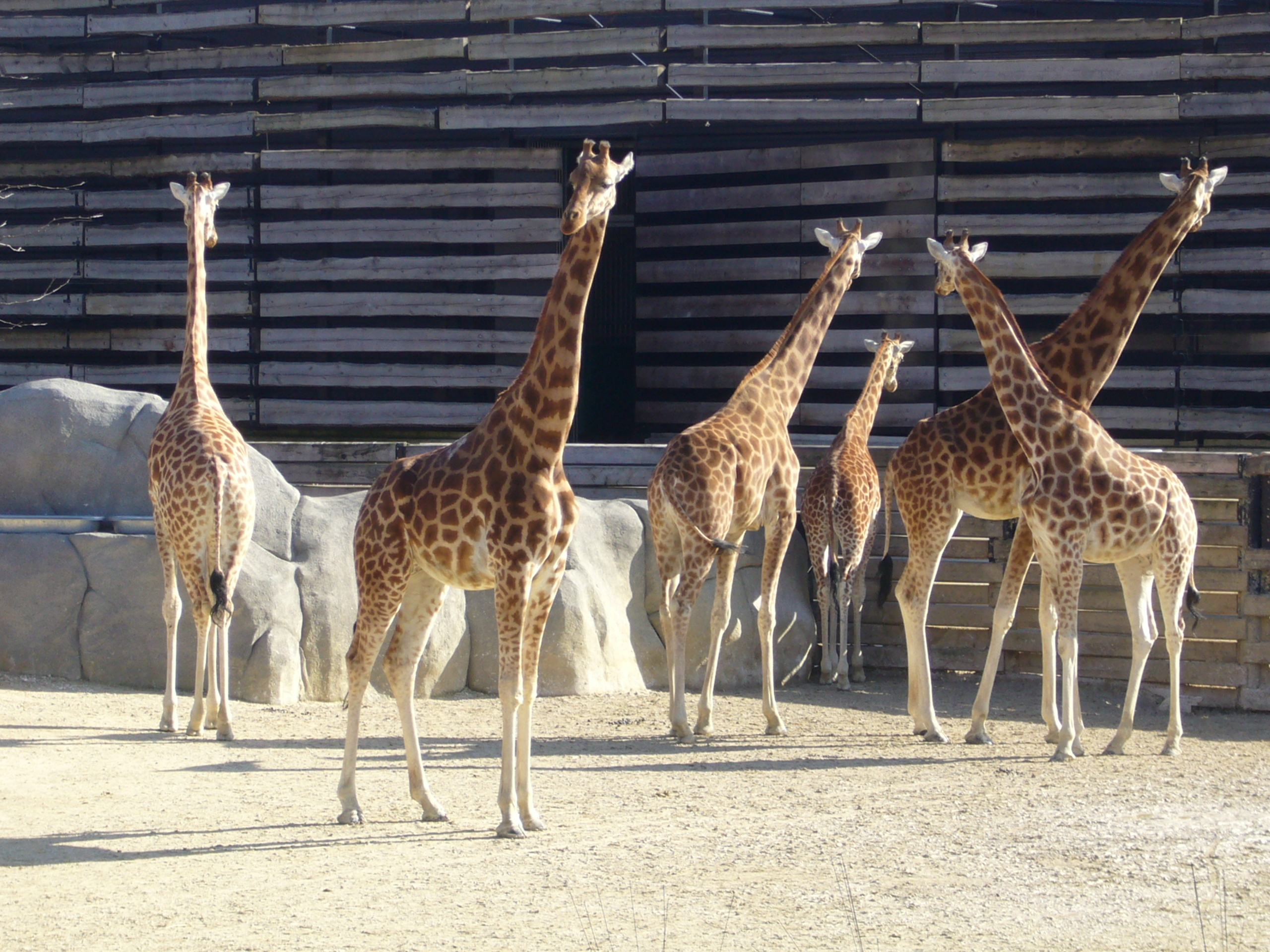
Grupo de Girafas no Zoológico de Vincennes

O Jardim zoológico de Paris, também chamado de Zoo de Vincennes, e antigamente conhecido como Jardim Zoológico do Bosque de Vincennes, é um estabelecimento vinculado ao Museu nacional de História Natural da França, situado no arrondissement XII de Paris, cobrindo uma área de 14,5 hectares dentro do Bosque de Vincennes. Este zoológico possui como proposta a observação do comportamento animal dentro de um ambiente mais adaptado às suas necessidades.
Ele é reconhecido pelo emblemático rochedo artificial de 65 metros de altura. O parque possui ainda uma estufa de 4 000 m2 que simula em seu interior um ambiente equatorial. São listadas como demais funções do zoológico de Paris: a conservação das espécies animais, a difusão de conhecimentos sobre a vida animal, e a pesquisa científica.
O zoológico esteve fechado entre 30 de novembro de 2008 e 12 de abril 2014, para importantes reformas, de modo à se adaptar às exigências de acomodação dos animais de acordo com os critérios do século XXI. Houve uma especial atenção em relação ao conforto dos animais e a segurança do público. O princípio do novo parque não é o de mostrar o maior número de animais possíveis, mas sim de expor os animais existentes dentro de uma reprodução próxima de seu biossistema. Por isso o parque foi dividido em cinco grandes biozonas naturais (Patagônia, Savana, Europa, Guiana e Madagascar), com ênfase no respeito pelo meio-ambiente.  Atualmente o parque conta com 1 000 animais de 180 espécies, dos quais 74 espécies de pássaros, 42 de mamíferos, 21 de répteis, 17 de anfíbios, 15 de peixes e 11 de insetos e aracnídeos.

## História

### O Primeiro zoológico de Paris
O primeiro jardim zoológico de Paris não funcionava no local do atual, mas sim dentro do Jardim de Plantas de Paris, onde até os dias atuais funciona ainda um pequeno jardim zoológico. Este primeiro jardim foi oficialmente aberto em 11 de dezembro de 1794 por iniciativa de Bernardin de Saint-Pierre, professor de zoologia no Museu Nacional de história natural da França. A coleção deste primeiro parque foi formada pela transferência de animais para as suas instalações, vindos das coleções reais do Palácio de Versailles e de Raincy (que pertenciam ao duque de Orléans), mas também de animais provenientes de coleções privadas (menageries) e de espetáculos itinerantes. Progressivamente, através dos anos, as instalações deste primeiro parque começam a aumentar, pois a direção do museu desejava estudar o comportamento animal em espaços mais apropriados.

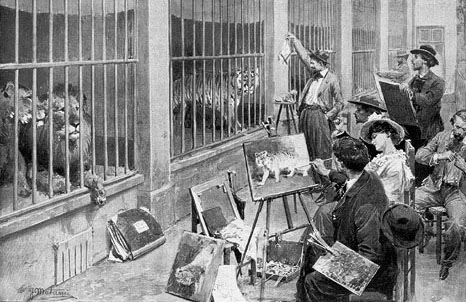
Aspecto do primeiro zoológico de Paris, em 1902, ainda no Jardin des Plantes

Ao longo dos anos este primeiro parque atingiu grande popularidade, ao ponto de, no século XIX, os passeios de visitantes em cima de elefantes e dromedários serem permitidos mediante um pagamento suplementar. Entretanto, mais tarde estes passeios foram suspensos devido ao risco de quedas. Em 1854, um segundo parque é inaugurado nos jardins da aclimatação. Porém, este parque era voltado sobretudo para a adaptação e aclimatação de espécies animais exóticas vindas do exterior, mas que eram considerados animais "úteis", ou seja, que possuíam finalidades agrícolas, comerciais ou de lazer.

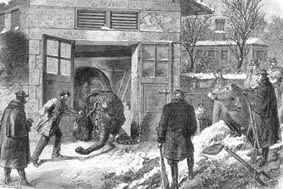
Elefante sendo abatido para fins alimentares durante o cerco da capital, na Comuna de Paris, em 1871.

No ano de 1871, durante o cerco e bloqueio da cidade pelas forças armadas prussianas, em virtude da Comuna de Paris, boa parte dos animais de ambos os zoológicos foram capturados, sacrificados e comidos pela população faminta e desesperada, inclusive um casal de elefantes (Pólux e Castor) do Jardim de Plantas.

### Jardim Zoológico do Bosquede Vincennes(1932-2008)

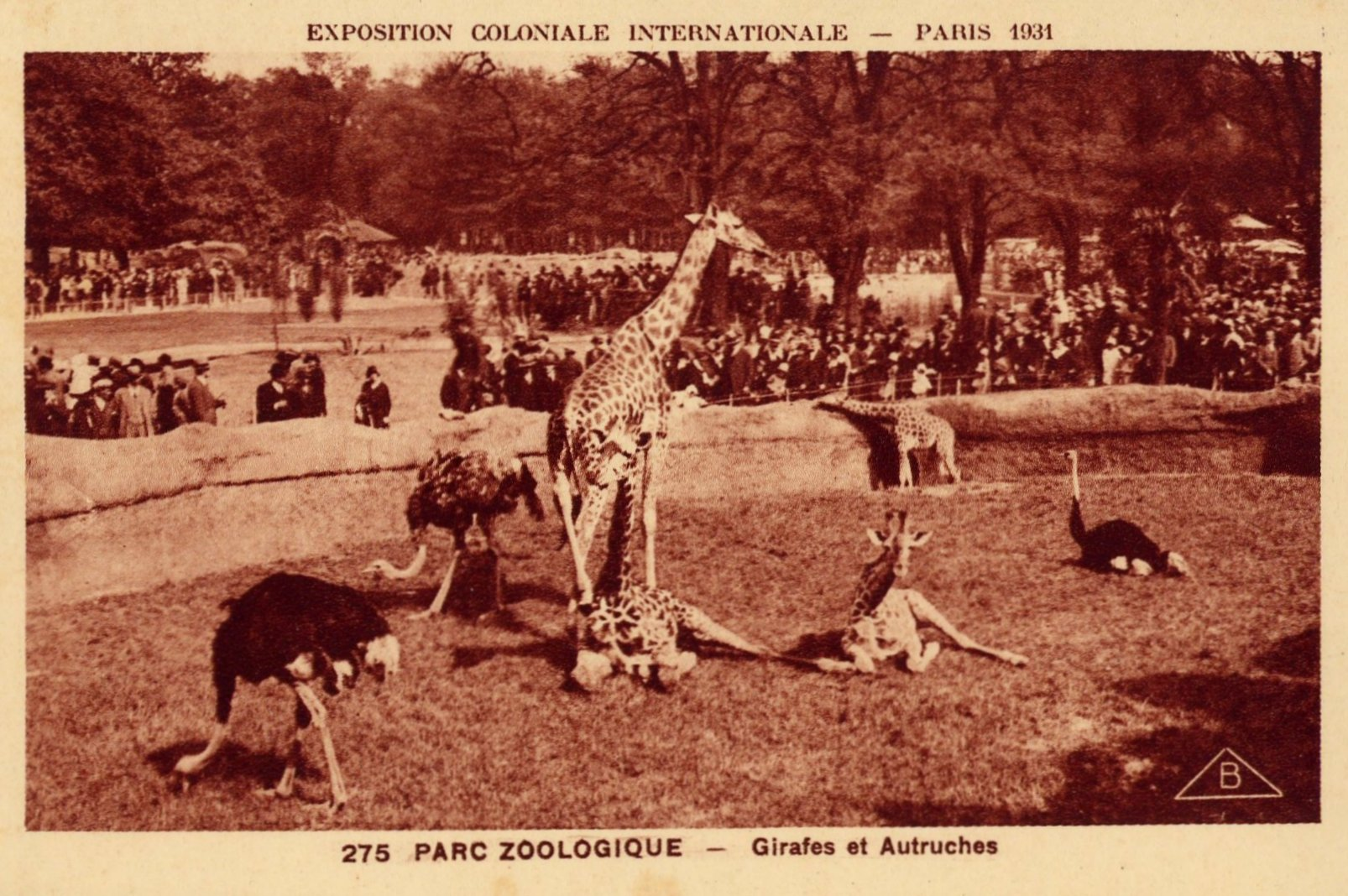
Aspecto do Zoológico provisório, durante a Exposição Colonial de 1931

Uma lei de julho de 1860 havia cedido ao Museu de história natural de Paris 16 hectares do Bosque de Vincennes, antes pertencentes à coroa, mas que foram transferidos à cidade de Paris. O Museu cria ali uma reserva vegetal e animal, porém o projeto do zoológico resta adormecido por falta de recursos. Entretanto, em 1931, o advento da Exposição Colonial de 1931 precipita a abertura de um zoológico temporário naquele terreno, que incluía até mesmo um zoológico humano, formado por representantes de etnias vindas de colônias franceses. Durante os 6 meses que durou a exposição, uma horda de mais de 5 milhões de pessoas visitou o parque de animais exóticos, e de colonos. Ao final da exposição, devido ao grande sucesso, decidiu-se instalar um novo zoológico definitivo, formado apenas por animais, localizado em um outro terreno do Bosque de Vincennes, no local onde se situa o zoológico atual.

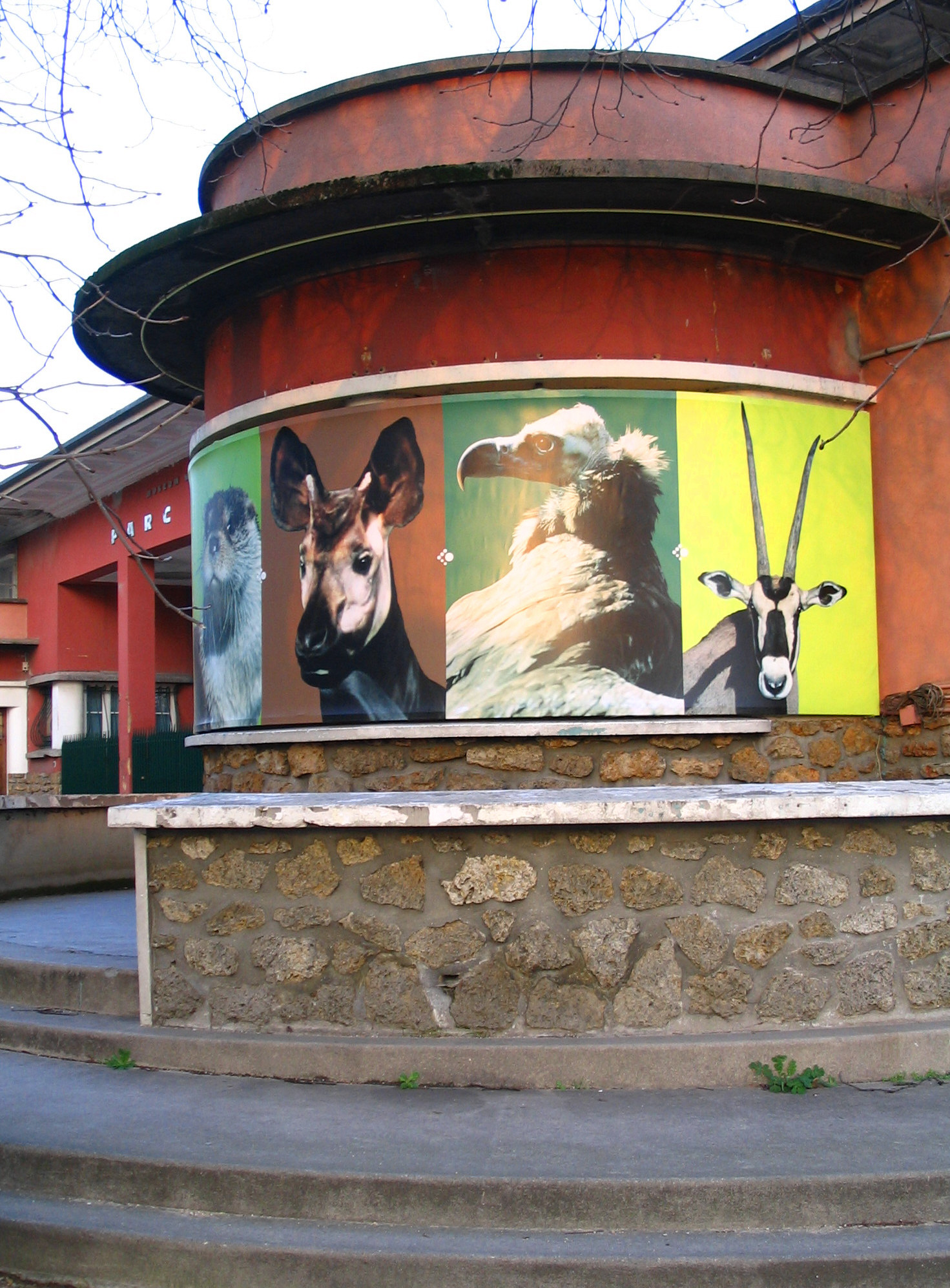
Antiga entrada do Zoológico de Paris, em estilo art-déco, destruída durante os trabalhos de renovação em 2012

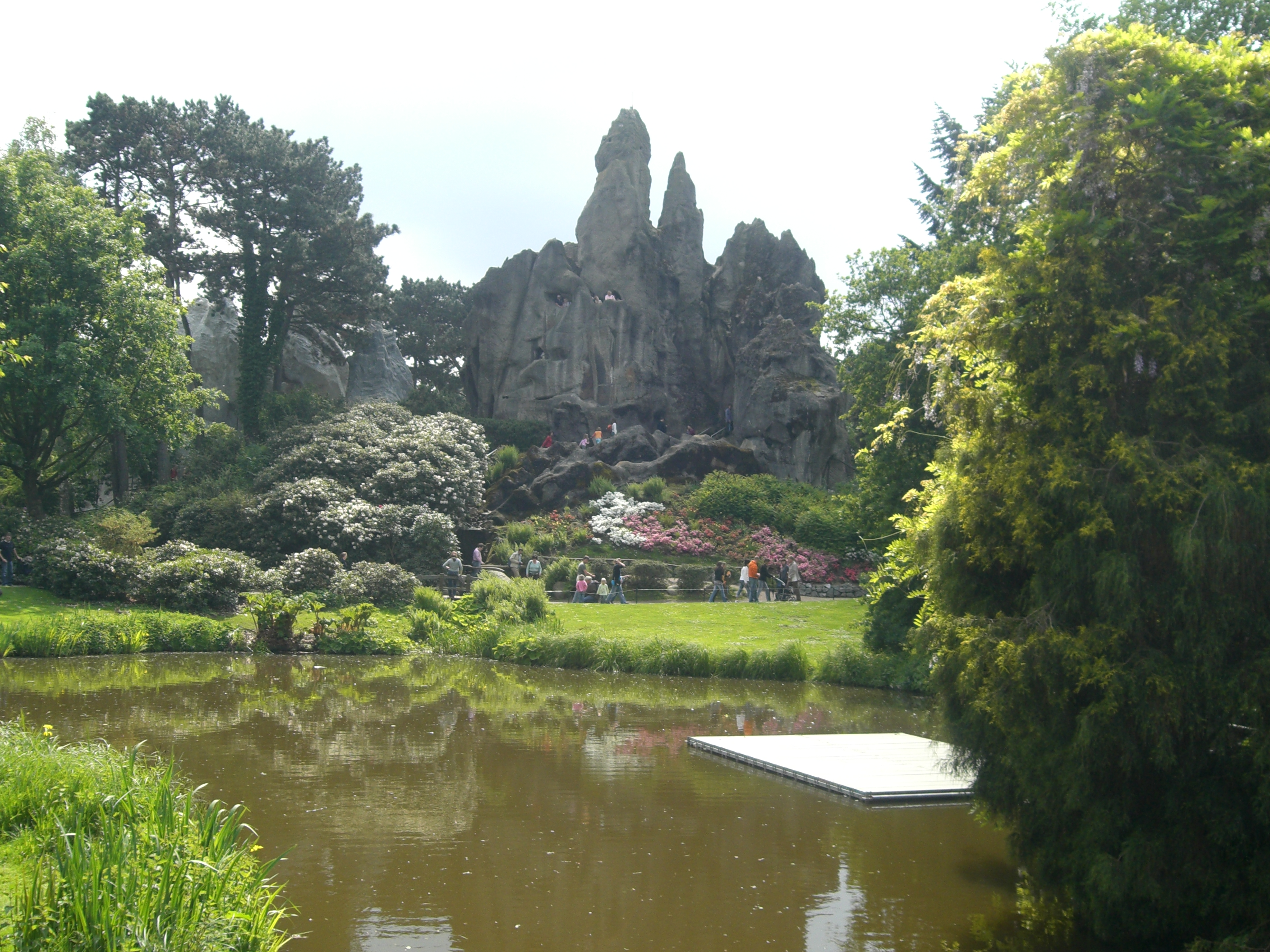
Aspecto do Zoológico de Hamburgo, que serviu de modelo para o primeiro zoo de Vincennes, inclusive com um rochedo artificial ao fundo.

O novo parque é inaugurado em 1934 pelo presidente da república francesa, Albert Lebrun, na condição de monumento nacional. Este parque foi construído no moderno estilo art-déco, e estrategicamente segundo o revolucionário modelo do Tierpark Hagenbeck Zoológico de Hamburgo, que apresentava os animais não mais confinados em jaulas, como era costume até então, mas dentro de terrenos, fossos ou rochedos, de maneira a não mais separá-los do público por barras de metal. Os parisienses respondem com grande entusiasmo, pois podiam admirar a excepcional fauna dentro de um quadro mais natural, em relação ao antigo parque zoológico do Jardim das plantas.  O simbolo mais emblemático deste primeiro parque torna-se o grande rochedo, que passa a dominar a paisagem do Bosque de Vincennes. Ele foi concebido de maneira super dimensionada para que pudesse receber dois reservatórios de água potável, e também abrigar os animais originais de ecossistemas alpinos. Os elevadores do rochedo eram na época os mais velozes da Europa, atingindo a velocidade de 3 metros por segundo.

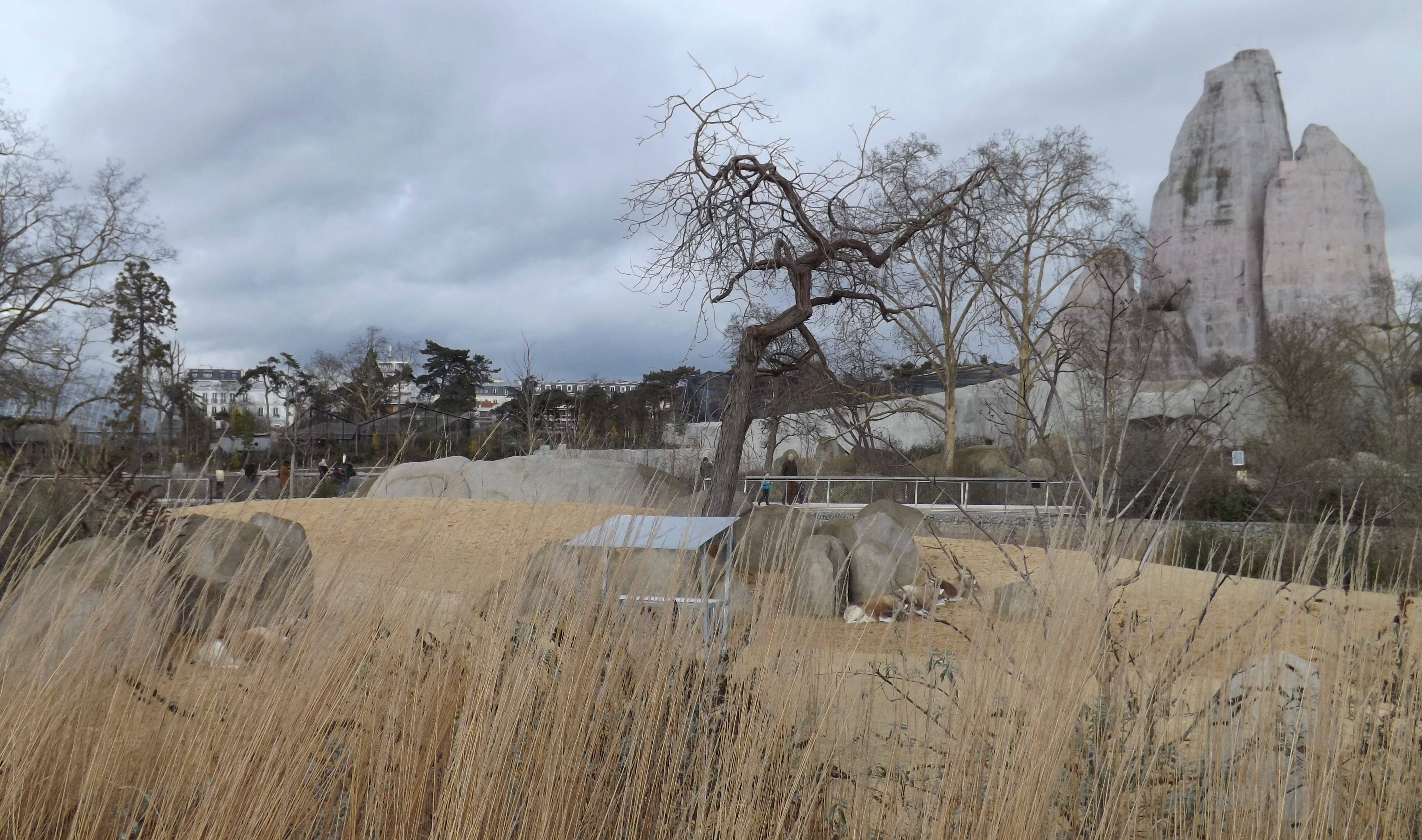
Aspecto do Zoológico com o emblemático Rochedo ao fundo

Entretanto 50 anos após sua inauguração, as estruturas do zoológico começam a se degradar por ação do tempo, inclusive o grande rochedo. O zoológico torna-se um lugar pouco seguro para os visitantes. Paralelamente, o interesse do público por visitar o local diminuía a cada ano, em razão de novos conceitos vigentes com relação à ecologia e ao bem estar dos animais. Em 1993 verbas públicas são investidas em reformas de urgência, mas não é o suficiente, ao ponto de, no ano 2000, várias instalações terem sido fechadas para o público e diversos animais terem sido transferidos para instalações fora do jardim zoológico. Em 2004, a degradação é tamanha que é lançada uma campanha pública em favor do zoológico de Vincennes, com uma petição que recolheu milhares de assinaturas buscando atrair atenção do poder público. Desta maneira, uma renovação extensiva é aprovada, e entre novembro de 2008 até abril de 2014 o parque fica fechado para reformas, e reabre completamente renovado. O custo total da reforma ficou em 167 milhões de euros, divididos da seguinte foram: 10 milhões custeados pelo Museu de história natural, 30 milhões custeados pelo estado, e 127 milhões custeados por uma sociedade privada (que deve ser reembolsada pelos ganhos em 25 anos). Esta parceria não afeta o status de funcionários e pesquisadores associados, nem as missões do parque, que continuam vinculados ao serviço público.
Durante o período da reforma os animais foram remanejados para outras instalações, seja no interior do próprio parque (girafas), ou para outros estabelecimentos do próprio museu de história natural, como o zoológico do jardim das plantas de Paris. Alguns animais foram remanejados para outras cidades da França, como Montpellier, e mesmo para cidades de outros países europeus, como Edimburgo, Dublin e Moscou.

## O Jardim zoológico atual (depois de 2014)

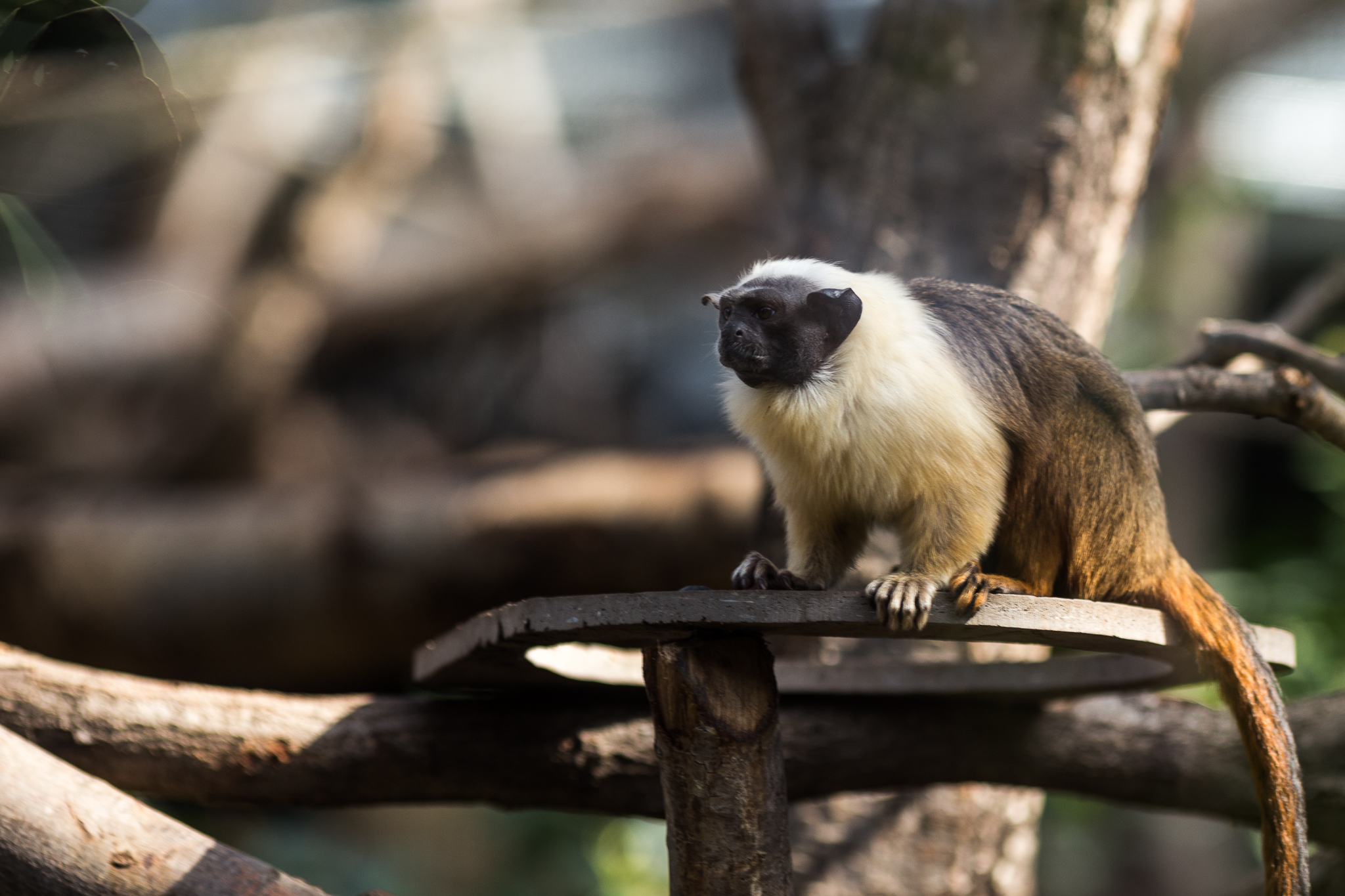
Ala dos primatas

O zoológico reabriu com uma proposta de observação do comportamento animal dentro de um ambiente mais adaptado às suas necessidades. O parque ganhou uma estufa de 4 000 m2 que simula em seu interior um ambiente equatorial. O novo parque zoológico de Paris pretende ainda ser um polo de conservação das espécies animais, de difusão de conhecimentos sobre a vida animal, e de pesquisa científica. Além de ser dividido em cinco grandes biozonas naturais (Patagônia, Savana, Europa, Guiana e Madagascar), o jardim zoológico ganhou uma clinica veterinária de estrutura hospitalar.
Em relação ao conforto dos visitantes, o zoológico ganhou painéis explicativos, pontos de encontro animados por mediadores, kioskes de exploração, telas táteis como suporte de informação, 4 salas pedagógica para acolher grupos escolares e associações, uma livraria-loja, um serviço de empréstimos de cadeiras de rodas, uma sala de 100m2 para conferências e seminários, dois restaurantes, kioskes de lanches rápidos, vendedores ambulantes e uma área de pique-nique.

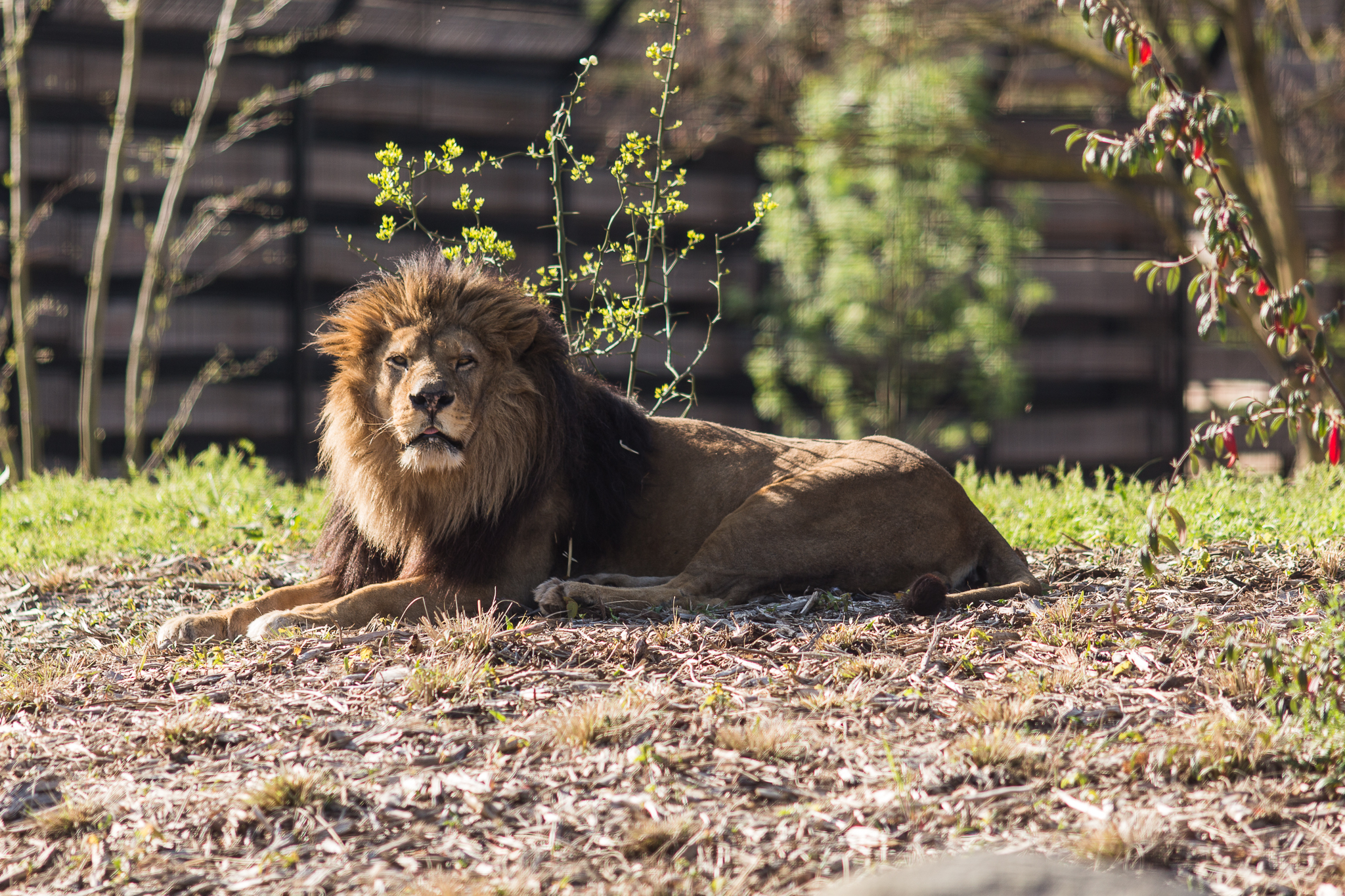
Aspecto do recinto dos grandes felinos

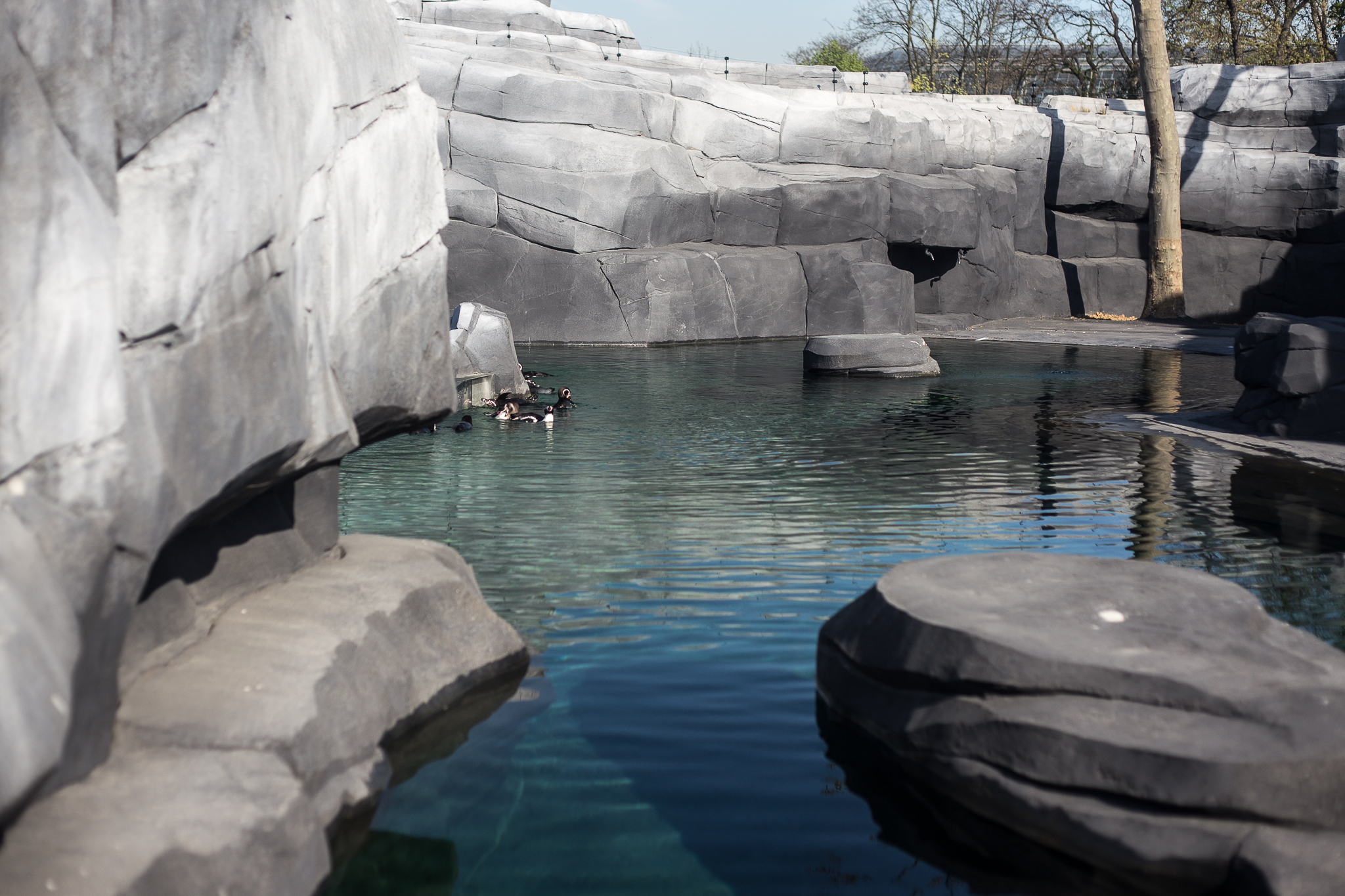
Reprodução artificial de um ecossistema aquático.

O jardim Zoológico participa também do programa europeu de espécies ameaçadas de extinção (Programme européen pour les espèces en danger, em francês), que é um programa europeu de reprodução criado para proteção espécies animais. Para isso, um coordenador de espécies (alguém com um interesse especial e conhecimento das espécies de causa, que trabalha em um jardim zoológico ou um aquário) é responsável pela identificação de todos os indivíduos, e cria um registo que inclui o pedigree de cada animal e todas as informações adicionais necessárias para a gestão e reprodução das espécies. O coordenador também realiza análises genéticas e demográficas, e produz um plano para a gestão futura das espécies. Ele também escreve recomendações de melhoramentos. Para evitar problemas de consanguinidade, os zoológicos membros do programa realizam intercâmbios de indivíduos entre si. Da mesma forma, a fim de manter linhas puras, (numa expectativa de reintrodução do espécime na natureza), os jardins zoológicos podem esterilizar os animais que não são de linhagem pura.

## Acessos
Metrô: Estação Porte Dorée - Linha 8.
Tramway: Estação Porte Dorée - Linha T3a.
Ônibus: 46, 86, 325.